# Günther Happich
Günther Happich (* 28. Januar 1952 in Wien; † 16. Oktober 1995 ebenda) war ein österreichischer Fußballspieler. Der Mittelfeldspieler nahm an der Weltmeisterschaft 1978 in Argentinien teil.

## Karriere
Günther Happich absolvierte als Mittelfeldspieler seine ersten Einsätze in der Nationalliga für den Wiener Sportklub in der Saison 1970/71. 1978 welchelte er zu Rapid Wien. Am 15. Februar 1978 gab er sein Debüt in der österreichischen Nationalmannschaft gegen Griechenland und kam in der Folge unter Helmut Senekowitsch noch zu vier weiteren Einsätzen, darunter einer bei der Fußball-Weltmeisterschaft 1978 in Argentinien.

## Erfolge
- 1 × Österreichischer Cupfinalist: 1972, 1977
- Teilnahme an der Fußball-Weltmeisterschaft 1978: 7. Platz
- 5 Länderspiele für die österreichische Fußballnationalmannschaft 1978